# Achlya flavicornis
Achlya flavicornis — вид метеликів родини серпокрилок (Drepanidae).

## Поширення
Вид поширений в Європі та помірній Азії на схід до японського острова Хоккайдо. Присутній у фауні України.

## Опис
Розмах крил 35-40 мм. Довжина передніх крил 17–20 мм. Крила зеленувато-сірого забарвлення, іноді крапчасті або запилені темнішим сірим кольором. На крила є чіткі орбітулярні мітки, які в деяких випадках вони об'єднуються і утворюють білувату пляму, окреслену чорнуватою лінією. Поперечні лінії, як правило, чітко виражені, але в темно-сірому запиленому вигляді дуже неясно.
Личинка темно-сірувата або оливково-зелена на спині і біла знизу. На спині і боках є ряди чорних плям і дрібних білих крапок.

## Спосіб життя
Метелик літає з лютого по квітень залежно від місцезнаходження. Гусениці живляться листям берези. Зимує лялечка в коконі, серед листової підстилки.

## Підвиди
- Achlya flavicornis flavicornis
- Achlya flavicornis jesoensis (Matsumura, 1927) (Далекий Схід)
- Achlya flavicornis sikhotensis Tshistjakov, 2008 (Далекий Схід)[2]